# Kawasaki (Miyagi)
Kawasaki (jap. 川崎町 Kawasaki-machi) – miasto w Japonii, na wyspie Honsiu, w prefekturze Miyagi. Według danych na rok 2020 miejscowość zamieszkiwało 8 345 mieszkańców , a gęstość zaludnienia wyniosła 30,8 os./km².